# Reynald Lemaître
Reynald Lemaître (ur. 28 czerwca 1983 w Chambray-lès-Tours) – francuski piłkarz występujący na pozycji pomocnika. Zawodnik klubu AS Dragon.

## Kariera klubowa
Lemaître jest wychowankiem SM Caen. Do jego pierwszej drużyny, wówczas występującej w Ligue 2 został włączony w sezonie 2002/2003. W Ligue 2 zadebiutował 5 lutego 2003 w zremisowanym 0:0 pojedynku z Grenoble Foot 38. W 2004 roku awansował z klubem do Ligue 1. W tych rozgrywkach pierwszy mecz zaliczył 7 sierpnia 2004 przeciwko FC Istres (1:1). 25 września 2004 w zremisowanym 2:2 spotkaniu z AC Ajaccio zdobył pierwszą bramkę w Ligue 1. W 2005 roku dotarł z zespołem do finału Pucharu Ligi Francuskiej, jednak Caen przegrało tam 1:2 RC Strasbourg. W tym samym roku spadł z klubem do Ligue 2. W 2007 roku powrócił z nim do Ligue 1, jednak w 2009 roku ponownie spadł do Ligue 2. Wówczas odszedł z Caen.
Latem 2009 został graczem pierwszoligowego AS Nancy. Zadebiutował tam 8 sierpnia 2009 w wygranym 3:1 meczu z Valenciennes FC. Zawodnikiem Nancy był do połowy 2012 roku. Następnie pozostawał bez klubu, a w styczniu 2013 podpisał kontrakt z En Avant Guingamp, gdzie występował do 2017 roku. W 2018 roku został zawodnikiem tahitańskiego AS Dragon.
W Ligue 1 rozegrał 199 spotkań i zdobył 9 bramek.
| Sezon   | Klub              | Kraj    | Rozgrywki | Mecze | Bramki | Rozgrywki Europy | Mecze | Bramki |
| ------- | ----------------- | ------- | --------- | ----- | ------ | ---------------- | ----- | ------ |
| 2002/03 | SM Caen           | Francja | Ligue 2   | 10    | 0      | –                | –     | –      |
| 2003/04 | SM Caen           | Francja | Ligue 2   | 19    | 4      | –                | –     | –      |
| 2004/05 | SM Caen           | Francja | Ligue 1   | 29    | 3      | –                | –     | –      |
| 2005/06 | SM Caen           | Francja | Ligue 2   | 28    | 3      | –                | –     | –      |
| 2006/07 | SM Caen           | Francja | Ligue 2   | 33    | 1      | –                | –     | –      |
| 2007/08 | SM Caen           | Francja | Ligue 1   | 18    | 2      | –                | –     | –      |
| 2008/09 | SM Caen           | Francja | Ligue 1   | 35    | 2      | –                | –     | –      |
| 2009/10 | AS Nancy          | Francja | Ligue 1   | 25    | 0      | –                | –     | –      |
| 2010/11 | AS Nancy          | Francja | Ligue 1   | 25    | 0      | –                | –     | –      |
| 2011/12 | AS Nancy          | Francja | Ligue 1   | 24    | 2      | –                | –     | –      |
| 2012/13 | En Avant Guingamp | Francja | Ligue 2   | 12    | 0      | –                | –     | –      |
| 2013/14 | En Avant Guingamp | Francja | Ligue 1   | 22    | 0      | –                | –     | –      |
| 2014/15 | En Avant Guingamp | Francja | Ligue 1   | 15    | 0      | –                | –     | –      |
| 2015/16 | En Avant Guingamp | Francja | Ligue 1   | 6     | 0      | –                | –     | –      |